# L'Affaire de la pieuvre
L'Affaire de la pieuvre est la treizième histoire de la série Les Arcanes du Midi-Minuit, écrite par Jean-Charles Gaudin, dessinée par Cyril Trichet et mise en couleurs par Yoann Guillo et Valérie Sierro.
Elle est publiée pour la première fois dans le magazine Lanfeust Mag du no 208 au no 209, puis sous forme d'album en 2017.

## Résumé
Depuis la conclusion de L'Affaire des origines (tomes 11 et 12), Jim et Jenna ont fusionné en une seule personne, moitié Jim et moitié Jenna. Alors que le Bureau Royal met tout en œuvre pour les séparer, sans succès, et doit se résoudre à appeler à la rescousse les deux ennemis publics L'Invisible et le Professeur Dwain, seuls capables de remédier à la situation, le commissaire Belton doit démasquer un mystérieux tueur qui sévit dans le milieu littéraire de York-City, assassinant écrivains et éditeurs en leur injectant un poison et de l'encre dans les veines, ce qui lui vaut le surnom de « la pieuvre ». Beltran et Marnie lui prêtent main-forte, avec la participation de Jim et Jenna quand leur état le leur permet.

## Publication
Périodique
- Lanfeust Mag du no 208 de mai 2017 au no 209 de juin 2017[1]

Album
- Édition originale : 52 pages, grand format, Soleil Productions, 2017 (DL 05/2017)  (ISBN 978-2-302-05958-0)[2],[3]